# Villy (Ardenne)
Villy è un comune francese di 190 abitanti situato nel dipartimento delle Ardenne nella regione del Grand Est.
Il suo territorio è bagnato dal fiume Chiers.

## Società

### Evoluzione demografica
Abitanti censiti